# Núcleo de Estudos da Violência
O Núcleo de Estudos da Violência (NEV) é um centro de apoio à pesquisa científica voltada para a discussão de temas relacionados à violência, democracia e direitos humanos fundado em 1987 e situado na Universidade de São Paulo. Desde os anos 2000 o núcleo faz parte dos Centros de Pesquisa, Inovação e Difusão da Fundação de Amparo à Pesquisa do Estado de São Paulo (FAPESP).
O NEV reúne pesquisadores em ciências sociais, psicologia, direito, história, saúde pública, estatística e literatura que atuam em equipes multidisciplinares em duas linhas de pesquisa: Monitoramento de Violações dos Direitos Humanos e Democracia, Estado de Direito e Direitos Humanos, visando identificar o grau de proteção que a população tem para exercer a cidadania, isto é, quão protegidos estão os direitos e liberdades civis e políticas da população, medir a eficiência da justiça criminal em garantir a igualdade dos cidadãos e também analisar o impacto da exposição contínua à violência nos indivíduos, sobretudo na confiança nas instituições democráticas e suas percepções sobre direitos humanos.

## História
Em 1998, a FAPESP iniciou um programa de financiamento de centros de excelência com foco em pesquisa, inovação e difusão (CEPID). No ano 2000, um edital criou os primeiros 10 centros, incluindo o NEV, com duração prevista de 11 anos, de 2001 a 2013.
Em 2011, o NEV foi selecionado para fazer parte do Programa de Incentivo à Pesquisa da Reitoria da Universidade de São Paulo. Dentro desse programa de pesquisa, o NEV tem feito parceria com o departamento de Sociologia e Antropologia da Faculdade de Filosofia, Letras e Ciências Humanas (FFLCH), o departamento de Medicina Preventiva da Faculdade de Medicina (FMUSP) e o departamento de Filosofia e Teoria do Direito da Faculdade de Direito (FDUSP).